# 三浦靱郎
三浦 靱郎（みうら ゆきお、1912年2月5日 - 1997年5月20日）は、日本のドイツ文学者。

## 人物・来歴
東京出身。1934年東京帝国大学文学部独文科卒。1937年第七高等学校教授、陸軍教授、第五高等学校教授、法政大学教授、東京学芸大学教授。1975年日本工業大学教授、1978年学長。1987年勲二等瑞宝章受勲。

## 著書
- 『ベートーベン』中山正美絵 ポプラ社 子どもの伝記・カラー版 1972
- 『回想と随想』郁文堂 1983
- 『続・回想と随想』郁文堂 1987

### 共編著
- 『大学ドイツ語講座 第2巻 大学一年後期篇』海老原晃,野島正城共著 郁文堂出版 1955
- 『郁文堂和独辞典』冨山芳正,山口一雄共編 郁文堂 1983
- 『音楽の冗談』編 音楽之友社 1984

### 翻訳
- ワルター・カヴィーツェル『何故と問うなかれ』国松孝二,斎藤栄治共訳 白水社 1955
- ワルター・カヴィーツェル『永遠の誓』斎藤栄治共訳 白水社 1958
- オッティリエ・モスハーマー『イルムガルトとマリアンネ』中央出版社 ユニヴァーサル文庫 1960
- フリードリヒ・フェルト『見えないオーケストラ』中央出版社 少年少女文庫 1960
- M.Z.トーマス『ぼくたちのシュヴァイツァー』ヴェルナー・クレ絵 白水社 1961
- 『生きることについて ヘッセの言葉』訳編 社会思想社 現代教養文庫 1963
- 『愛と思索の日々 シュヴァイツァーの言葉』訳編 社会思想社 現代教養文庫 1965
- 『シュバイツア名言集』ポプラ社 1966
- 『イソップ名言集』ポプラ社 1968
- フェリックス・フーフ『小説モーツァルト』音楽之友社 1968
- フリードリヒ・フェルト『うたうこうもりがさ』山中冬児絵 偕成社 1969
- スヴェン・フレロン『フレロン動物文学集』高木澄朗絵 ポプラ社、1969

警察犬フラックス
森の魔王ワシミミズク
猟犬シュニップ
- フェリックス・フーフ『小説ベートーヴェン』音楽之友社 1969
- フランツェ・ベウク『山のみなしごたち』原健爾絵 ポプラ社 1970
- クラウス・マン『小説チャイコフスキー』音楽之友社 1972
- ユダヤ笑話集』訳編 社会思想社 現代教養文庫 1975
- ザルチア・ラントマン編『ユダヤの笑話と格言』社会思想社 現代教養文庫 1976
- M.ゴリオン編『ユダヤ民話集』社会思想社 現代教養文庫 1980
- S.ラントマン『永遠のユダヤ人 生きのこりの論理』川副富男、長谷川嗣彦共訳 社会思想社 1981
- バーナード・グリューン『鍵穴から見た大音楽家』訳編 音楽之友社 1982
- イツィク・マンガー『天国の話』川副富男共訳 社会思想社 1983